# Быстрова, Нина Александровна
Ни́на Алекса́ндровна Быстро́ва (31 марта 1944, Артёмовский район, Красноярский край — 5 апреля 2011, Великий Новгород) — советская спортсменка, десятикратная чемпионка СССР (1967—1975), шестикратная чемпионка Европы (1968—1973), призёр чемпионата мира (1974) по академической гребле. Заслуженный мастер спорта СССР (1969).

## Биография
Родилась 31 марта 1944 года в посёлке 7-й километр Артёмовского района Красноярского края. В 1961 году переехала в Новгород, где стала заниматься академической греблей в ДСО «Спартак». На протяжении всей спортивной карьеры тренировалась под руководством своего мужа Евгения Морозова.
Наиболее значимых результатов добивалась в период с середины 1960-х до середины 1970-х годов, когда десять раз выигрывала чемпионат СССР в различных дисциплинах. В тот же период времени входила в состав сборной страны, шесть раз становилась чемпионкой Европы в классах четвёрок (1968—1970, 1972) и восьмёрок (1971, 1973), завоевала серебряную медаль чемпионата мира в классе восьмёрок (1974).
В 1981 году окончила ГДОИФК им. П. Ф. Лесгафта. После окончания спортивной карьеры 20 лет работала тренером в СДЮШОР по гребле Новгородской области. Была награждена медалью «За доблестный труд», её имя занесено в «Книгу Трудовой Славы Новгородской области».
Умерла 5 апреля в 2011 году в Великом Новгороде. Похоронена на Западном кладбище Великого Новгорода.